# Station Krobusz
Station Krobusz is een spoorwegstation in de Poolse plaats Krobusz.